# Downsizing (film)
Pour les articles homonymes, voir Downsizing.
Pour plus de détails, voir Fiche technique et Distribution.
Downsizing, ou Petit Format au Québec, est une comédie de science-fiction américaine réalisée par Alexander Payne, sortie en 2017.
Ce film dystopique est un récit d'anticipation doublé d'une satire sociale qui a été présenté en avant-première à la Mostra de Venise en août 2017 puis au festival de Toronto, en septembre de la même année.

## Synopsis
Dans un futur proche, le scientifique norvégien Jørgen Asbjørnsen met au point le downsizing (qu'on peut traduire par « réduction ») qui permet de réduire les humains à une taille d’environ 12 cm. Cette technologie irréversible de miniaturisation cellulaire doit officiellement réduire la surpopulation et promouvoir la décroissance mais est utilisée par les volontaires, des Américains de classe moyenne (en), pour consommer beaucoup plus (maison, nourriture, parures de diamants aux petits formats coûtant moins cher) dans des nouvelles cités sous cloche dédiées spécialement aux downsizés. Une entreprise commerciale présente ces cités avec force marketing comme des paradis terrestres du farniente et prend en charge les opérations de downsizing.
Cette promesse d'augmenter de façon considérable leur niveau de vie, décide Paul Safranek et sa femme Audrey, jeune couple au train de vie un peu morose et en proie à des problèmes de crédit, à abandonner leur quotidien à Omaha, pour se lancer dans une aventure qui changera leur vie pour toujours. Les Safranek optent pour Leisureland, du nom de la cité de luxe où vivent déjà quelques audacieux. Mais après l'opération de downsizing, Paul se réveille seul : Audrey lui téléphone pour lui annoncer qu'elle a renoncé à la dernière minute à le suivre dans cette aventure, par peur d'être coupée de sa famille. Écœuré car sa miniaturisation est hélas irréversible, Paul élit domicile dans son manoir flambant neuf de Leisureland. Un an après son installation, son quotidien le rattrape. Ne pouvant effectuer son métier d'ergothérapeute, il doit se contenter d'un job dans un centre d'appel. En difficulté financière après son divorce, Paul est contraint d'habiter un modeste appartement. Crédule idéaliste, il se lie d'amitié avec son voisin, Dušan, trafiquant serbe cynique qui s'est fait miniaturiser pour mieux flamber, et Ngoc Lan (militante écologiste vietnamienne qui a été miniaturisée contre son gré par son gouvernement), la femme de ménage estropiée de ce dernier. Paul admire cette femme courageuse, unijambiste affublée d’une prothèse et qui fait la chasse au gaspillage pour nourrir les laissés-pour-compte, des immigrants vivant dans des immeubles. Paul et Ngoc Lan tombent amoureux.
Paul, Dušan et Ngoc Lan rejoignent en Norvège le docteur Asbjørnsen, gourou d'une communauté de downsizés plus radicale qui veut se réfugier sous terre en prévision de l'extinction prochaine de l'espèce humaine due au relargage du méthane de l'Arctique. Prêt à rejoindre cette communauté, Paul y renonce finalement, par amour pour Ngoc Lan, le couple restant à la surface afin d'aider leurs semblables.

## Fiche technique
Sauf indication contraire, les informations mentionnées dans cette section peuvent être confirmées par la base de données cinématographiques IMDb,  présente dans la section « Liens externes ».
- Titre original et français : Downsizing
- Titre québécois : Petit Format
- Réalisation : Alexander Payne
- Scénario : Alexander Payne et Jim Taylor
- Musique : Rolfe Kent
- Direction artistique : Kimberley Zaharko
- Décors : Stefania Cella
- Costumes : Wendy Chuck
- Photographie : Phedon Papamichael
- Montage : Kevin Tent
- Production : Jim Burke, Megan Ellison, Mark Johnson, Alexander Payne et Jim Taylor
- Sociétés de production : Ad Hominem Enterprises et Annapurna Pictures
- Société de distribution : Paramount Pictures (États-Unis)
- Budget : 68 millions de dollars
- Pays de production :  États-Unis
- Langue originale : anglais
- Format : couleur
- Genre : comédie, science-fiction
- Durée : 135 minutes
- Dates de sortie[3] :
  - Italie : 30 août 2017 (Mostra de Venise 2017)
  - États-Unis, Canada : 22 décembre 2017
  - France : 10 janvier 2018
  - Belgique : 21 janvier 2018

## Distribution
- Matt Damon (VF : Damien Boisseau ; VQ : Gilbert Lachance) : Paul Norris Safranek
- Christoph Waltz (VF : Christian Gonon ; VQ : Jacques Lavallée) : Dušan Mirković
- Kristen Wiig (VF : Marie-Laure Dougnac ; VQ : Viviane Pacal) : Audrey Lustig Safranek
- Hong Chau (VF : Jade Nadja Nguyen ; VQ : Annie Girard) : Ngoc Lan Tran
- Jason Sudeikis (VF : Thierry Kazazian ; VQ : Tristan Harvey) : Dave Johnson
- Maribeth Monroe (VF : Laëtitia Lefebvre ; VQ : Manon Arsenault) : Carol Johnson
- Udo Kier (VF : Georges Claisse ; VQ : Jean-Luc Montminy) : Konrad, le compagnon de Dušan
- Rolf Lassgård (VF : Bernard Métraux ; VQ : Guy Nadon) : Dr Jorgen Asbjørnsen
- Ingjerd Egeberg : Anne-Helene Asbjørnsen
- Søren Pilmark (VF : Michel Elias) : Dr Andreas Jacobsen
- Paul Mabon : Roger
- Joaquim de Almeida (VQ : Manuel Tadros) : Dr Oswaldo Pereira
- Brigette Lundy-Paine : la petite-amie de Dušan
- Margo Martindale (VF : Denise Metmer) : la femme miniature dans la navette (caméo)
- James van der Beek : l'anesthésiste (caméo)
- Niecy Nash (VF : Virginie Emane) : une vendeuse à Leisureland (caméo)
- Don Lake (VF : Jean-François Kopf) : Matt, le guide (caméo)
- Neil Patrick Harris (VF : Vincent Ropion) : Jeff Lonowski (caméo)
- Laura Dern (VF : Rafaèle Moutier) : Laura Lonowski (caméo)

 Source et légende : version française (VF) sur RS Doublage
 Source et légende : version québécoise (VQ) sur Doublage.qc.ca

## Production

### Genèse et développement
Alexander Payne et le scénariste Jim Taylor passent plusieurs années à développer le script, durant les sept ans séparant Sideways (2004) et The Descendants (2011). Downsizing devait initialement être produit après Sideways, mais Alexander Payne concrétisera d'abord The Descendants puis Nebraska (2013). En novembre 2014, Downsizing est officiellement annoncé comme le prochain projet du réalisateur après Nebraska.
Jusqu'en octobre 2015, la 20th Century Fox est attachée à la distribution avant que les droits soient acquis par Paramount Pictures. En janvier 2015, Annapurna Pictures participe au financement du film, avec la société d'Alexander Payne, Ad Hominem Enterprises.

### Attribution des rôles
Reese Witherspoon était liée au projet depuis 2009, tout comme Paul Giamatti et Sacha Baron Cohen,. En novembre 2014, Matt Damon rejoint officiellement la distribution.
En janvier 2015, Reese Witherspoon est toujours attachée au film et doit retrouver le réalisateur après L'Arriviste (1999). Alec Baldwin, Neil Patrick Harris et Jason Sudeikis rejoignent ensuite le film.
En mars 2016, la participation de Christoph Waltz et Hong Chau est officialisée. Quelques jours plus tard, Kristen Wiig remplace finalement Reese Witherspoon dans le rôle féminin principal. En août 2016, Margo Martindale est annoncée dans un petit rôle. Alec Baldwin est finalement absent du film.

### Tournage
Le tournage débute le 1er avril 2016 à Toronto, notamment à l'Université York, CityPlace et aux Pinewood Toronto Studios. Il a également lieu aux États-Unis (Omaha et Los Angeles) ainsi qu'en Norvège (Trollfjord),,,,.

## Accueil

### Accueil critique
En France, le site Allociné propose une moyenne de 3,2/5 à partir de l'interprétation de 36 critiques de presse recensées.
La presse est partagée sur le film. Pour Le Monde, côté positif, « la mise en scène de Payne colle à ces ruptures de ton, avec cette faculté à installer une familiarité immédiate avec les personnages ». Pour Le Parisien, « grand amoureux des comédiens, qui le lui rendent bien, Payne s'est entouré d'acteurs épatants ».
Moins convaincus, Libération évoque une « critique convenue de l’american way of life ». Pour Rolling Stone, « Downsizing a donc tout pour plaire… et pourtant. Si son scénario repose sur les fondements solides d’une inquiétante quasi-réalité, il pèche par un manque cruel d’ambition ». Pour Télérama, « la fable sarcastique prend, alors, une tournure à la fois plus politique et plus filandreuse, où l’écologie est assimilée à une secte. Pour finir dans un prêchi-prêcha potentiellement réactionnaire qui fait s’écrouler toute l’ironie de la première partie ».

### Box-office
Sur le sol américain et canadien, Downsizing a rapporté 24,4 millions de dollars pendant ses six semaines d'exploitation. À l'international, le film cumule près de 30,5 millions de dollars de recettes. Produit avec un budget estimé à 68 millions de dollars, Downsizing est un échec puisqu'il engendre seulement 55 millions de dollars au box-office mondial ne permettant pas de couvrir l'intégralité des frais de production.
| Pays ou région    | Box-office      | Date d'arrêt du box-office | Nombre de semaines |
| ----------------- | --------------- | -------------------------- | ------------------ |
| États-Unis Canada | 24 449 754 $    | 1er février 2018           | 6                  |
| France            | 563 847 entrées | 21 février 2018            | 6                  |
| Total mondial     | 55 003 890 $    | -                          | -                  |

## Distinctions

### Récompense
- National Board of Review Awards : Top Ten Films de l'année

### Nominations et sélections
- Mostra de Venise 2017 : sélection officielle, en compétition pour le Lion d'or
- Golden Globes 2018 : meilleure actrice dans un second rôle pour Hong Chau
- Satellite Awards 2018 : meilleure direction artistique
- Critics Choice Awards 2018 : meilleure actrice dans un second rôle pour Hong Chau